# Giancarlo Aragona
Giancarlo Aragona (Messina, 14 novembre 1942) è un diplomatico italiano.

## Biografia

### Formazione
Nato a Messina, Aragona, si è laureato in Giurisprudenza all'Università di Messina nel 1964 ed è entrato nella carriera diplomatica nel 1969.

### Attività professionale
Dopo aver lavorato al Ministero degli affari esteri, nel 1972 viene nominato secondo segretario alla rappresentanza di Vienna come addetto stampa, due anni più tardi diventa Console a Friburgo in Brisgovia e dal 1977 è consigliere a Lagos. Rientrato a Roma nel 1980, lavora all'Ufficio Africa della Direzione Generale Affari Politici; nel 1982 dirige l'Ufficio Mediterraneo e Medio Oriente della Direzione Generale per la Cooperazione allo Sviluppo, e due anni dopo diventa primo consigliere politico all'ambasciata di Londra.
Nel 1987 viene trasferito alla rappresentanza permanente italiana del Consiglio Atlantico (NATO) a  Bruxelles. Rientrato nuovamente a Roma, nel 1992 viene nominato consigliere diplomatico al Ministero della difesa. Nel 1994 rientra al Ministero degli affari esteri nel Gabinetto del Ministro, che dirige l'anno successivo. Nel 1996 diventa Segretario Generale dell'Organizzazione per la sicurezza e la cooperazione in Europa (OSCE) a Vienna, con mandato triennale. In seguito viene nominato Ambasciatore a Mosca, e nel 2001 si occupa della Direzione Generale degli Affari Politici; nel 2004 è destinato all'ambasciata di Londra.
Conclusa la carriera diplomatica nel 2009 per raggiunti limiti di età, viene chiamato dalla NATO tra gli esperti incaricati di preparare una proposta di riforma dell'Alleanza Atlantica mentre dal 2010 al 2013 è stato presidente della Società Gestione Impianti Nucleari (SOGIN). Infine dal 15 novembre 2011 al 31 dicembre 2016 è stato presidente dell'Istituto per gli studi di politica internazionale (ISPI) dopo la scomparsa di Boris Biancheri, e a decorrere dal 1º gennaio 2012 è vice presidente della conferenza mondiale Science for Peace, che ogni anno si tiene a Milano alla Bocconi.